# Aeroporto de Amapá
O Aeroporto de Amapá (IATA:  ICAO: SBAM) está localizado na Rodovia Estadual AP-116, no distrito "Base Aérea" do município de Amapá, no estado homônimo. Pertence ao município. Está numa distância de 8 km do centro da cidade e de 229 km da capital.
Suas coordenadas são as seguintes: 02°04'22.00"N de latitude e 50°51'45.00"W de longitude. Possui uma pista de 1525m de asfalto, cabeceiras de 7/25. Possui uma elevação do 14m.

## Reforma
É um dos 2 aeroportos do Estado do Amapá incluídos no PDAR - Plano de Desenvolvimento da Aviação Regional, criado pelo Governo Federal em 2012, que será reformado para voltar a receber voos regulares de cargas e passageiros. 

## Companhias Aéreas e Destinos
Atualmente não há nenhuma companhia aérea operando no local.